# NGC 3106
NGC 3106 is een lensvormig sterrenstelsel in het sterrenbeeld Kleine Leeuw. Het hemelobject werd op 13 maart 1785 ontdekt door de Duits-Britse astronoom William Herschel.

## Synoniemen
- UGC 5419
- MCG 5-24-9
- ZWG 153.13
- NPM1G +31.0177
- PGC 29196